# Печі
Пе́чі — село в Україні, у Крутівській сільській громаді Ніжинського району Чернігівської області. Населення — 577 осіб (2012 рік). До 2020 орган місцевого самоврядування — Печівська сільська рада.

## Географія
Село розташоване на півдні району, за 40 км від міста Борзна (автошляхами — близько 41 км) та за 6 км від залізничної станції Крути. Залізничний зупинний пункт Хороше Озеро розташоване між станціями Плиски та Крути. На заході — село Крути, на сході — село Остер, на півночі — курган Зелена Могила. Висота над рівнем моря — 127 м.

## Історія
Селище відоме з першої половини XII століття). У 1239 році було зруйноване ордами Батия. В новій історії село Печі згадується в історичних джерелах з першої половини XVII сторіччя.
У 1928 році в селі було організоване перше колективне господарство «Паризька комуна».
У 1932-1933 роках Печі постраждали внаслідок геноциду українського народу, проведеного урядом СРСР — голодомору.
На фронтах Другій світовій війні билися 296 жителів села, 273 з них за мужність і відвагу, проявлені в боях, нагороджені орденами і медалями СРСР, 146 — загинули. На їхню честь споруджено обеліск Слави. На братській могилі 18 воїнів, полеглих при вигнанні з села гітлерівських окупантів, споруджено пам'ятник.
У повоєнний період у селі містилося відділення колгоспу «30-річчя Перемоги» (центральна садиба була у Хорошому Озері), за яким було закріплено 3876 гектарів сільськогосподарських угідь, у тому числі 1443 га орної землі. Це було багатогалузеве господарство, де вирощували зернові культури, картоплю, цукровий буряк, льон, овочі, займалося м'ясо-молочним тваринництвом.
12 червня 2020 року, відповідно до розпорядження Кабінету Міністрів України № 730-р «Про визначення адміністративних центрів та затвердження територій територіальних громад Чернігівської області», увійшло до складу Крутівської сільської громади.
19 липня 2020 року, в результаті адміністративно-територіальної реформи та ліквідації Ніжинського(1923 - 2020) району, увійшло до складу новоутвореного Ніжинського району.

## Церковне життя
Від дня заснування село православне. У XIX століття збудований типовий дерев'яний храм, захоплений комуністами під час совєцької окупації (1935). Повернутий православній громаді 1941 — з приходом німецьких військ та після вигнання із села сталінських військ. Громада зробила ремонт, проводила богослужіння.
Після реокупації села Печі сталінськими військами восени 1943, комуністи не ризикнули знову закрити церкву. Але вже 1960 гоніння Москви на православних поновилися. За 1960—1961 в Чернігівській області примусово закрито близько 50 церков.
Операція з ліквідації легальної православної громади у Печах проводилася за схемою: влада примусила залишити село священика, а 1961 Чернігівська обласна рада, за поданням сільської та районної ради, постановила зняти з реєстрації «релігійну громаду» села. Щоправда, окупаційна адміністрація доповідала про імовірність бунту серед селян, бо вони твердо налаштовані відстоювати право на церкву. Для запобігання цьому обіцяли провести «активну роз'яснювальну роботу».
Після здобуття Україною незалежності постійні служби у храмі поновлені. Храмове свято — день святої великомучениці Параскеви.

## Інфраструктура
У селі є восьмирічна школа, будинок культури, бібліотека, фельдшерсько-акушерський пункт, магазини, відділення зв'язку.

## Відомі особистості
В селі народилися:
- Костюк Микола Мартинович (1944—2014) — український педагог.
- Нога Микола Петрович (*1952) — український політик, міський голова Шостки.